# Witchqueen of Eldorado
Witchqueen of Eldorado (Hechicera de El Dorado) es un tema perteneciente al décimo álbum de Modern Talking, America, de 2001, que no fue editado nunca como sencillo, pero que, sin embargo, en ese año fue uno de los temas más programado por las radioemisoras de Chile, Colombia, Perú, Argentina, Brasil, Japón, Europa, Sudáfrica, Estados Unidos, Canadá y Australia. No hay que olvidar que la letra de la canción hace referencia a la cultura precolombina y a uno de los mitos más famosos de Sudamérica: "El Dorado". 
Como dato anecdótico se puede mencionar que en el puente de la canción, antes de volver al estribillo, se puede escuchar la voz de Robert De Niro diciendo:
"Los sueños vuelan como las águilas siguiendo el curso del Orinoco, desde el desierto de El Dorado hasta la costa este, sí, lo sé".
Axel Breitung influyó mucho en la producción de esta canción. Y es que Witchqueen of Eldorado guarda similitud con la canción "The Spirit Of The Hawk" de la banda sueca Rednex, misma que Breitung compuso.

## Créditos
- Voz: Thomas Anders
- Coros: Nino de Angelo, Christoph Leisbendorff y Billy King
- Arreglos: Axel Breitung
- Producción: Dieter Bohlen y Axel Breitung
- Letra y música: Dieter Bohlen

- Datos: Q34149